# بخش گرونوبل
بخش گرونوبل (به فرانسوی: Arrondissement de Grenoble) یک بخش در فرانسه است که در ایزر واقع شده‌است.